# Lista över countyn i Minnesota

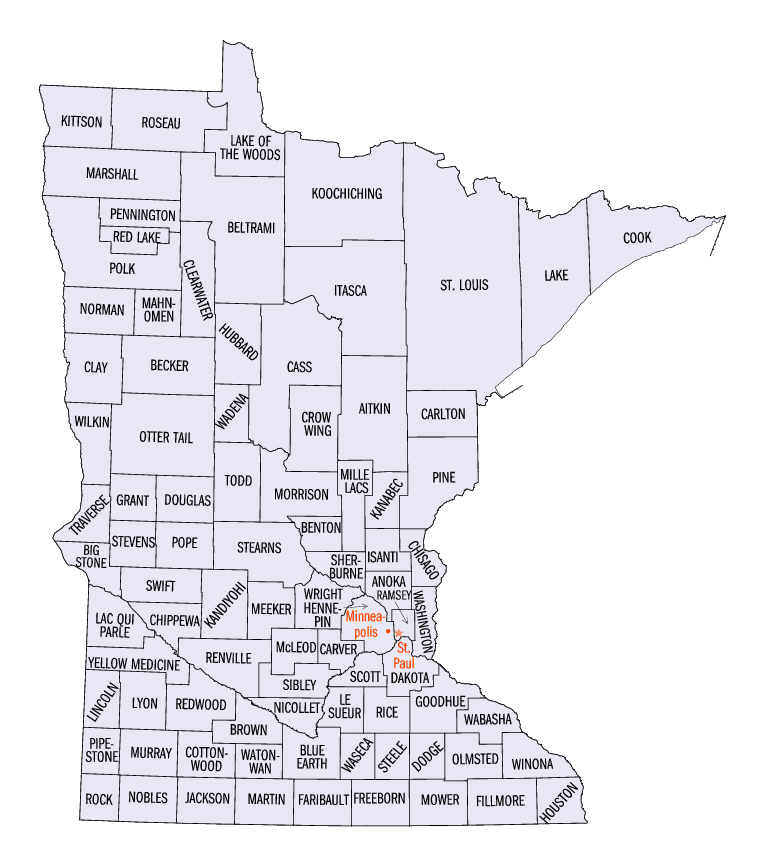
Minnesotas countyn.

Detta är en lista över de 87 countyn som finns i delstaten Minnesota i USA. 
| County                   | Centralort (County Seat) |
| ------------------------ | ------------------------ |
| Aitkin County            | Aitkin                   |
| Anoka County             | Anoka                    |
| Becker County            | Detroit Lakes            |
| Beltrami County          | Bemidji                  |
| Benton County            | Foley                    |
| Big Stone County         | Ortonville               |
| Blue Earth County        | Mankato                  |
| Brown County             | New Ulm                  |
| Carlton County           | Carlton                  |
| Carver County            | Chaska                   |
| Cass County              | Walker                   |
| Chippewa County          | Montevideo               |
| Chisago County           | Center City              |
| Clay County              | Moorhead                 |
| Clearwater County        | Bagley                   |
| Cook County              | Grand Marais             |
| Cottonwood County        | Windom                   |
| Crow Wing County         | Brainerd                 |
| Dakota County            | Hastings                 |
| Dodge County             | Mantorville              |
| Douglas County           | Alexandria               |
| Faribault County         | Blue Earth               |
| Fillmore County          | Preston                  |
| Freeborn County          | Albert Lea               |
| Goodhue County           | Red Wing                 |
| Grant County             | Elbow Lake               |
| Hennepin County          | Minneapolis              |
| Houston County           | Caledonia                |
| Hubbard County           | Park Rapids              |
| Isanti County            | Cambridge                |
| Itasca County            | Grand Rapids             |
| Jackson County           | Jackson                  |
| Kanabec County           | Mora                     |
| Kandiyohi County         | Willmar                  |
| Kittson County           | Hallock                  |
| Koochiching County       | International Falls      |
| Lac qui Parle County     | Madison                  |
| Lake County              | Two Harbors              |
| Lake of the Woods County | Baudette                 |
| Le Sueur County          | Le Center                |
| Lincoln County           | Ivanhoe                  |
| Lyon County              | Marshall                 |
| McLeod County            | Glencoe                  |
| Mahnomen County          | Mahnomen                 |
| Marshall County          | Warren                   |
| Martin County            | Fairmont                 |
| Meeker County            | Litchfield               |
| Mille Lacs County        | Milaca                   |
| Morrison County          | Little Falls             |
| Mower County             | Austin                   |
| Murray County            | Slayton                  |
| Nicollet County          | St. Peter                |
| Nobles County            | Worthington              |
| Norman County            | Ada                      |
| Olmsted County           | Rochester                |
| Otter Tail County        | Fergus Falls             |
| Pennington County        | Thief River Falls        |
| Pine County              | Pine City                |
| Pipestone County         | Pipestone                |
| Polk County              | Crookston                |
| Pope County              | Glenwood                 |
| Ramsey County            | St. Paul                 |
| Red Lake County          | Red Lake Falls           |
| Redwood County           | Redwood Falls            |
| Renville County          | Olivia                   |
| Rice County              | Faribault                |
| Rock County              | Luverne                  |
| Roseau County            | Roseau                   |
| St. Louis County         | Duluth                   |
| Scott County             | Shakopee                 |
| Sherburne County         | Elk River                |
| Sibley County            | Gaylord                  |
| Stearns County           | St. Cloud                |
| Steele County            | Owatonna                 |
| Stevens County           | Morris                   |
| Swift County             | Benson                   |
| Todd County              | Long Prairie             |
| Traverse County          | Wheaton                  |
| Wabasha County           | Wabasha                  |
| Wadena County            | Wadena                   |
| Waseca County            | Waseca                   |
| Washington County        | Stillwater               |
| Watonwan County          | St. James                |
| Wilkin County            | Breckenridge             |
| Winona County            | Winona                   |
| Wright County            | Buffalo                  |
| Yellow Medicine County   | Granite Falls            |